# François de Rosset
François de Rosset, (1571 - 1619) fue un escritor y traductor francés.
Nacido en Provenza, escribió poesías y novelas, y tradujo al francés desde el italiano y el español a escritores de la talla de Ariosto y Cervantes. En 1619 se publicó una colección de sus narraciones, Les Histoires mémorables et tragiques de nostre temps, que le valieron la estima y el éxito entre sus coetáneos.

## Obra selecta
Poesía
- Douze Beautés de Phyllis et autres œuvres poétiques (1614)
- Délices de la poésie française (1618)

Prosa
- Roman des chevaliers de la gloire (1612)

reeditado bajo el título Histoire du palais de la Félicité (1616)
- Histoire des amants volages de ce temps (1616)
- Les Histoires mémorables et tragiques de nostre temps (1614 editado después en 1619)

Traducciones
- Ariosto, Roland furieux
- Ariosto, Roland amoureux
- Cervantes, Nouvelles (Novelas ejemplares)
- Cervantes, Don Quichotte (2º parte)